# ديف بوي غرين
ديف بوي غرين (بالإنجليزية: Dave Boy Green)‏ مواليد 2 يونيو 1953 في كامبريدجشير، إنجلترا، هو ملاكم إنجليزي معتزل كان يصنف ضمن فئة وزن الوسط.

## إحصائيات
خاض خلال مسيرته 41 نزالا، فاز في 37 وخسر في 4.

## روابط خارجية
- ديف بوي غرين على موقع بوكس ريك (الإنجليزية) (registration required)